# سوزان باور
سوزان باور (بالإنجليزية: Susan Bower)‏ هي كاتبة سيناريو وممرضة أسترالية، ولدت في 9 أغسطس 1969.

## وصلات خارجية
- سوزان باور على موقع IMDb (الإنجليزية)
- سوزان باور على موقع قاعدة بيانات الفيلم (الإنجليزية)